# Distretto di Kocaali
Il distretto di Kocaali (in turco Kocaali ilçesi) è uno dei distretti della provincia di Sakarya, in Turchia.